# Понте Тељија (Маса-Карара)
Понте Тељија је насеље у Италији у округу Маса-Карара, региону Тоскана.
Према процени из 2011. у насељу је живело 26 становника. Насеље се налази на надморској висини од 189 м.